# ليه نورمان
ليه نورمان (بالإنجليزية: Les Norman)‏ هو سياسي أسترالي، ولد في 3 سبتمبر 1913 بملبورن في أستراليا، وتوفي في 5 يوليو 1997. حزبياً، نشط في حزب أستراليا الليبرالي (الفرع الفيكتوري) ‏. وقد انتخب عضو الجمعية التشريعية فيكتوريا.